# جان باسيت جونسون
جان باسيت جونسون (بالإنجليزية: Jean Basset Johnson)‏ هو لغوي أمريكي، ولد في 7 سبتمبر 1915، وتوفي في 4 أبريل 1944.